# Ибрахим-пашина џамија
Ибрахим-пашина џамија је најстарија џамија у Пријепољу, први пут се помиње у Путопису Евлије Челебије из 1664. године.
Џамију је 1572. године саградио је Ибрахим–паша, син херцеговачког субаше. Током историје, џамија је у неколико наврата рушена, а једно од најтежих страдања доживела је 1737. године, током угарско-турског рата, када је уништена и архива и библиотека џамије, као и камена плоча са хронограмом на којем је писало и име ктитора и година изградње џамије. Захваљујући донаторству познате Баки-хануме, око 1880. године, џамија је обновљена и у значајној мери дограђена.
Гробље – мезарје поред џамије је посебно значајно и обилује старим и богато израђеним нишанима од сиге, камена и мермера. Постоје: улемански, дервишки, агински, хаџијски, пашински, трговачки, момачки, девојачки и други.
Поред џамије су и мезари градитеља џамије – Ибрахим паше и његове сестре Кајдафе. Нишани на њиховим мезарима, најстарији су очувани нишани на територији Пријепоља. На мезару Кајдафе стоји натпис „Кајдафа, кћи Искендерова, година 1048” (хиџретска, односно 1638. година).
У углу џамије узидан је сунчани сат „елтифа” у положају исток – запад, који је уједно и једини аутентичан предмет из времена градње џамије.